# Ду Юймин
Ду Юйми́н (кит. 杜聿明, пиньинь Dù Yùmíng; 23 ноября 1904 — 7 мая 1981) — китайский военный деятель.
Родился в уезде Мичжи провинции Шэньси в семье учителя. В 1923 году отправился в Пекин для поступления в университет, но в 1924 году узнал, что китайскими республиканцами в Гуанчжоу создана Академия Вампу, и отправился туда чтобы стать офицером. Оказался в числе первых студентов Академии Вампу, во время учёбы вступил в партию Гоминьдан, в декабре выпустился офицером и начал военную карьеру, став заместителем командира взвода, к 1938 году дослужился до командира дивизии, в 1939 году стал командующим 5-й армией. Во время войны с Японией участвовал в сражениях в Южной Гуанси, обороне Чанша. В 1942 году участвовал в боевых действиях в Бирме.
В октябре 1945 года Ду Юймин принял участие в смещении юньнаньского милитариста Лун Юня, а затем был назначен командующим гоминьдановскими войсками в Северо-Восточном Китае. На этой должности участвовал в сражениях против коммунистов, пока после понесённых поражений не был летом 1947 года заменён на Чэнь Чэна. В 1948 году был переведён в Сюйчжоу, во время Хуайхайского сражения попал в плен к коммунистам, до 1959 года находился в заключении.
После освобождения из тюрьмы и полного прощения Ду Юймин получил высокий пост в НПКСК, в 1978 году был избран во Всекитайское собрание народных представителей.